# アイカケラトプス
アイカケラトプス（学名 : Ajkaceratops）は2010年に記載された角竜類恐竜の属の1つである。当時はテチス海の多島海となっていた現在のヨーロッパに生息していた。タイプ種A. kozmai は東アジアの角竜に最も近縁であり、祖先はアイランドホッピングによって移住してきた可能性がある。属名の発見地であるIharkútの近郊にあるハンガリーの都市アイカに敬意を表し、これと古代ギリシャ語で「角を持った顔」を意味するceratopsを合わせたものである。

## 特徴

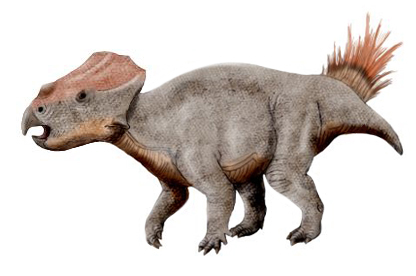
復元図

標本番号MTM V2009.192.1とされているホロタイプは頭部の断片的な骨格で、嘴骨、癒合した前上顎骨、および上顎骨それぞれの断片で構成される。これらの化石は現在、ブダペストにあるハンガリー自然史博物館で保管されている。化石は断片的ながらも、記載論文では全長は1 mほどと推定されている。この標本の他にアイカケラトプスのものと考えられる標本として標本番号がそれぞれMTM V2009.193.1, V2009.194.1, V2009.195.1,および V2009.196.1 とされた4つ前歯骨の標本があり、これらはホロタイプより比較的小さく、おそらく同属の別の個体に由来するものと推測される。

## 分類

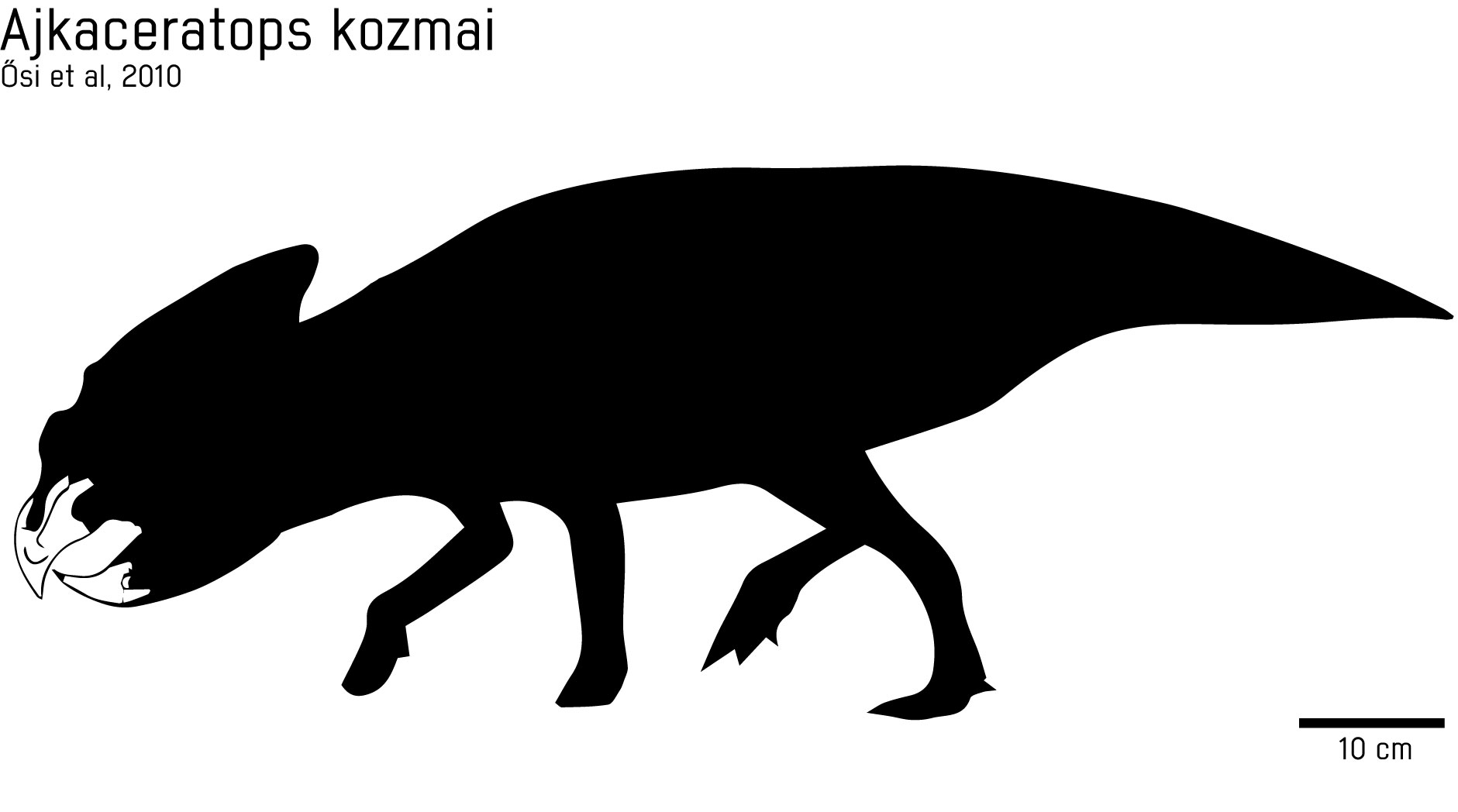
スケールバー10センチメートル。ホロタイプから構築した復元。

アイカケラトプスの化石はアジアで産出したバガケラトプス科の2属バガケラトプスおよびマグニロストリスに最も良く似ている。これらの類似性はアイカケラトプスがバガケラトプス科に近縁で、ズニケラトプスやケラトプス科より原始的であることを示唆する。

## 生息環境
アイカケラトプスの化石はチェバーニャ層で発見された。この地層はかつて氾濫原であり、様々な粘土、灰色と褐色の砂と交互の層を成すシルトで構成される水路の堆積物で構成される砂岩層であると考えられている。この堆積年代はサントニアンの8600万年前-8400万年前と推定される。アイカケラトプスの生息して環境には他に、鳥脚類のラブドドン、ノドサウルス科の曲竜類、や獣脚類などの恐竜が生息していた。恐竜以外では正鰐類のワニ、アズダルコ科の翼竜、ボトレミス科のカメ、テユー科のトカゲ、エナンティオルニス類の鳥類が生息していた。

## 参照
1. 1 2 3 4 5  Ősi, Attila; Butler, R.J.; Weishampel, David B. (2010-05-27). “A Late Cretaceous ceratopsian dinosaur from Europe with Asian affinities”. Nature 465 (7297):  466–468. doi:10.1038/nature09019. PMID 20505726.
2. ↑  Ősi, Attila; Butler, R.J.; Weishampel, David B. (2010-05-27). “A Late Cretaceous ceratopsian dinosaur from Europe with Asian affinities (supplementary data)”. Nature 465 (7297):  466–468. doi:10.1038/nature09019. PMID 20505726 2010年5月29日閲覧。.